# Wilfried Ohms
Wilfried Ohms (* 18. Mai 1960 in Graz; † 3. Oktober 2023 in Wien)  war ein österreichischer Schriftsteller.

## Leben
Wilfried Ohms wuchs in Graz auf und absolvierte das Akademische Gymnasium Graz. Von 1978 bis 1984 studierte er in Wien Orientalistik und Philosophie und arbeitete danach als Autor und Korrespondent für diverse Zeitungen und Magazine. Ab 1998 lebte er als freier Schriftsteller. Er unternahm ausgedehnte Reisen und hatte zahlreiche Aufenthalte in Ost- und Südostasien, dem Nahen und Mittleren Osten, den USA, Israel, Nordafrika, Frankreich und in verschiedenen Mittelmeerländern.

## Werke
- Der Brückenwärter, Edition Atelier, Wien 1993, ISBN 3-900379-81-5
- Kaltenberg. Ein Abstieg, C.H. Beck, München 1999, ISBN 3-406-45287-6
- Abschied vom Spiegelbild, C.H. Beck, München 2000, ISBN 3-406-46575-7
- Chimären, Leykam, Graz 2007, ISBN 978-3-7011-7574-1
- Neun Stunden, Leykam, Graz 2011, ISBN 978-3-7011-7775-2 (ausgezeichnet mit dem Preis der Steiermärkischen Sparkasse)

- Außerdem Beiträge für verschiedene Anthologien (u. a. Flatterzungen, dtv, München, 2000   und Kleine Fibel des Alltags, Jung und Jung, Salzburg und Wien, 2002)
- Ohms’ Theaterstück Mononoke wurde 2002 in Seoul auf Koreanisch uraufgeführt.
- Angst vor mir selbst. Filmtreatment 2012, zusammen mit Martin Jung
- Null. Filmtreatment 2014, zusammen mit Martin Jung
- Happy Birthday. Filmtreatment 2017, zusammen mit Adele Kobald